# Ϻ
Ϻ, ϻ（サン）は、使われなくなったギリシア文字の1つ。フェニキア文字のツァデ（𐤑 ）に対応し、Π（パイ）とϘ（コッパ）の間におかれた。
Μ, μ（ミュー）と字形は似るが異なる。

## 歴史

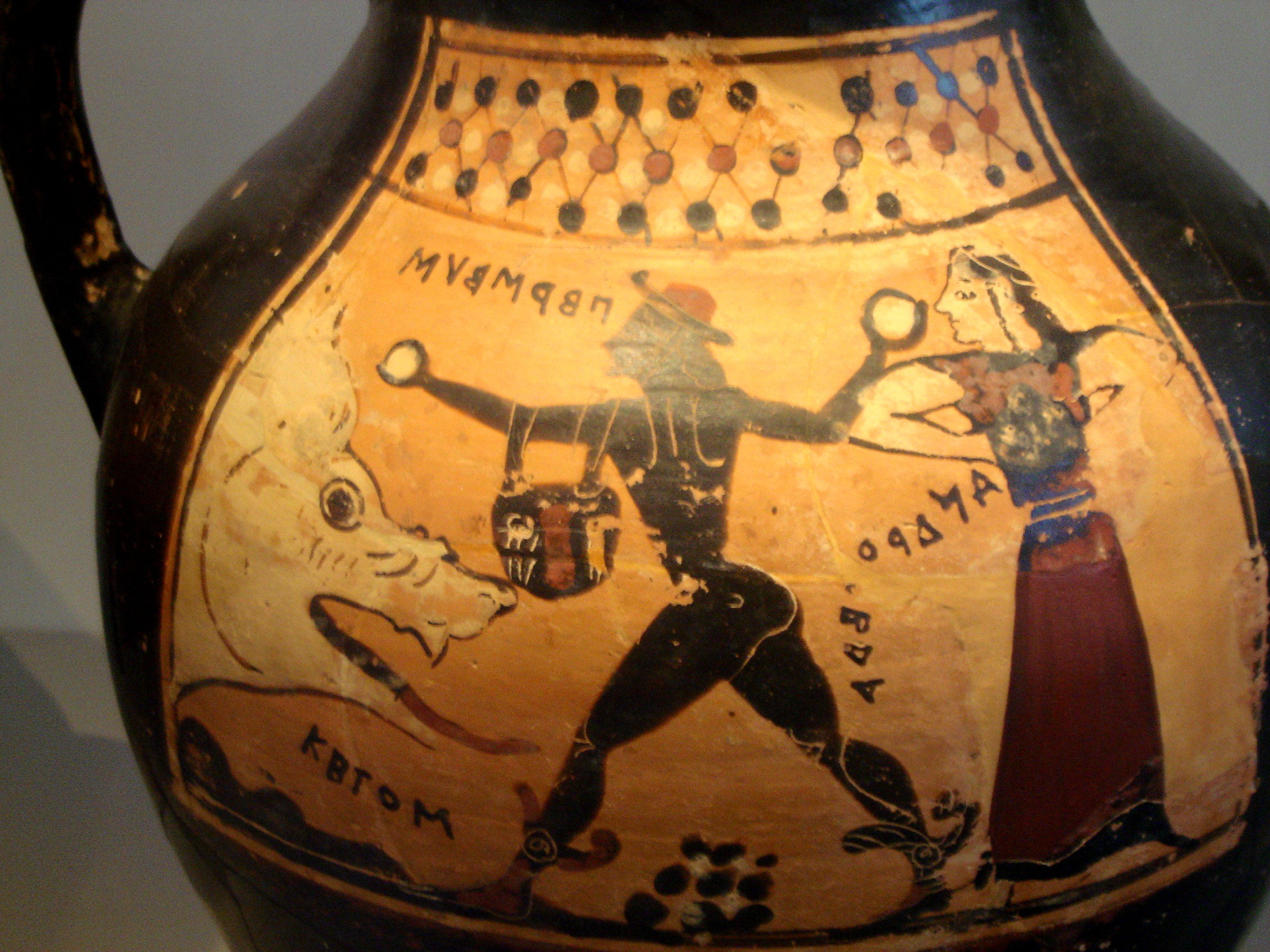
コリントス出土の壺。ペルセウスの名をサンを使ってΠΕΡϺΕΥϺと記す

早期のギリシア文字にはサンとシグマ（Σ）の両方の字が含まれており、当初両者は異なる音を表していたのかもしれない（この問題についてはサンピを参照）。しかしほとんどの方言は1種類の摩擦音しか持っていなかったため、両者は同じ/s/音を表し、地域によってどちらか片方の文字だけが使用された。最終的にシグマに統一され、サンは用いられなくなった。
文字名称サンはフェニキア文字のシャン（𐤔 、ヘブライ文字名シン）に由来し、シグマの別名であったが、この文字に転用された。ギリシアでこの文字が本来何と呼ばれたかはわかっていない。
なお、紀元前6-5世紀のアナトリア半島のイオニア方言で使われ、/ts/のような音を表し、サンピの古形とされる「Ͳ」もフェニキア文字ツァデに由来するという説があるが、サンとの関係は明らかでない。
借用したイタリアの「𐌑」（Śと翻字される）は、古エトルリア文字では保たれたが紀元前6世紀頃から変形し始めルーン文字の「」のようになった。

## 符号位置
| 大文字 | Unicode | JIS X 0213 | 文字参照        | 小文字 | Unicode | JIS X 0213 | 文字参照        | 備考 |
| ------ | ------- | ---------- | --------------- | ------ | ------- | ---------- | --------------- | ---- |
| Ϻ      | U+03FA  | -          | &#x3FA; &#1018; | ϻ      | U+03FB  | -          | &#x3FB; &#1019; |      |